# Maria Stein (Ohio)
Maria Stein es un lugar designado por el censo ubicado en el condado de Mercer en el estado estadounidense de Ohio. En el Censo de 2020 tenía una población de 1067 habitantes y una densidad poblacional de 81,08 habitantes por km². Fue incluido como CDP en el censo de 2020.

## Geografía
Maria Stein se encuentra ubicado en las coordenadas 40°24′27″N 84°36′52″O / 40.40750, -84.61444. Según la Oficina del Censo de los Estados Unidos,  tiene una superficie total de 13,16 km², de la cual 13,16 km² corresponden a tierra firme y 0,01 km² a agua.